# 加油！向未来
加油！向未来是中国中央电视台综合频道（央视一套）的一档科普栏目，目前由撒贝宁、尼格买提担任主持。2016年7月3日，节目开播，节目制作还受到了袁隆平的支持。

## 播出时间
- 首播：中国中央电视台综合频道（港澳版本除外）每周日20:05

## 职员
- 主持人：撒贝宁、尼格买提
- 外景主持人：张腾岳、路伦一
- 解题人：邓楚涵、曹则贤、张双南